# Ardeutica dryocremna
Ardeutica dryocremna  es una especie de polilla de la familia Tortricidae. Se encuentra en Guatemala.